# Rynek (województwo warmińsko-mazurskie)
Rynek – wieś w Polsce położona w województwie warmińsko-mazurskim, w powiecie nowomiejskim, w gminie Grodziczno.
W latach 1975–1998 miejscowość położona była w województwie toruńskim. Wieś znajduje się na terenie Welskiego Parku Krajobrazowego. W pobliżu znajduje się jezioro Kiełpińskie.